# Halowe Mistrzostwa Świata w Lekkoatletyce 1993 – pchnięcie kulą kobiet
Pchnięcie kulą kobiet – jedna z konkurencji rozgrywanych podczas halowych mistrzostw świata w lekkoatletyce w 1993, zmagania w niej odbyły się 14 marca.
Do konkursu zgłoszonych zostało 11 zawodniczek z 7 państw.
Zawody w tej konkurencji wygrała reprezentantka Rosji Swietłana Kriwielowa. Drugą pozycję zajęła zawodniczka z Niemiec Stephanie Storp, trzecią zaś reprezentująca Chiny Zhang Liuhong.

## Wyniki
| Miejsce | Zawodniczka           | Państwo           | Podejście | Podejście | Podejście | Podejście | Podejście | Podejście | Wynik | Uwagi |
| Miejsce | Zawodniczka           | Państwo           | #1        | #2        | #3        | #4        | #5        | #6        | Wynik | Uwagi |
| ------- | --------------------- | ----------------- | --------- | --------- | --------- | --------- | --------- | --------- | ----- | ----- |
| 01 !    | Swietłana Kriwielowa  | Rosja             | 19,48     | 19,57     | X         | 19,40     | X         | 19,53     | 19,57 |       |
| 02 !    | Stephanie Storp       | Niemcy            | 19,37     | X         | 18,70     | 18,90     | X         | 18,55     | 19,37 |       |
| 03 !    | Zhang Liuhong         | Chiny             | 19,05     | 19,09     | X         | 19,18     | 19,22     | 19,32     | 19,32 |       |
| 4.      | Valentina Fedjuschina | Ukraina           | 18,32     | 18,63     | 18,45     | 19,07     | X         | X         | 19,07 |       |
| 5.      | Anna Romanowa         | Rosja             | 18,62     | X         | 18,79     | X         | 18,91     | 18,94     | 18,94 |       |
| 6.      | Li Xiaoyun            | Chiny             | 18,71     | 18,72     | X         | X         | 18,90     | X         | 18,90 |       |
| 7.      | Belsy Laza            | Kuba              | X         | 18,75     | 18,61     | X         | X         | X         | 18,75 |       |
| 8.      | Kathrin Neimke        | Niemcy            | 18,50     | X         | X         | 17,93     | X         | X         | 18,50 |       |
| 9.      | Connie Price-Smith    | Stany Zjednoczone | 17,84     | X         | 18,10     | NQ        | NQ        | NQ        | 18,10 |       |
| 10.     | Lisette Martínez      | Kuba              | 17,31     | 17,22     | 17,47     | NQ        | NQ        | NQ        | 17,47 |       |
| 11.     | Mihaela Oana          | Rumunia           | 17,47     | X         | X         | NQ        | NQ        | NQ        | 17,47 |       |